# Sint-Petruskerk (Bacharach)
De Sint-Petruskerk (Duits: St. Peter) in het Duitse stadje Bacharach is een voormalige stiftskerk en tegenwoordig de evangelische parochiekerk van de stad.
Sinds 2002 maakt de Petruskerk deel uit van het UNESCO-werelderfgoed Mittelrhein.

## Geschiedenis
De Sint-Petruskerk werd in de 12e eeuw tot 1269 als driebeukige romaanse basiliek gebouwd en aan het einde van de 19e eeuw gerenoveerd. Vanaf 1194 tot de reformatie behoorde de kerk tot het Keuler Andreas-stift. Het stift stelde pastoors in het gebied aan en was verantwoordelijk voor de kerkelijke jurisdictie.

## Architectuur
De architectuur van de Petruskerk vertegenwoordigt de overgangsperiode van de laatromaanse stijl tot de gotiek. De kerk moest worden gebouwd op een relatief klein stuk grond dat bovendien een sterk hoogteverschil kent. Gevolg is dat de kerk een middenschip van slechts 11 meter lang heeft, terwijl de hoogte ervan 16 meter bedraagt. Aan het amper uitstekende transept is een halfronde apsis die in de 14e eeuw in gotische stijl verbouwd werd en aan beide zijden geflankeerd wordt door een kleine toren. Het gebouw wordt gedomineerd door de in het schip inspringende westelijke toren. In 1478 werd de toren verhoogd en kreeg de toren het karakter van een weertoren met kantelen. De slanke, achtzijdige torenspits stamt uit dezelfde periode. De zijbeuken hebben decoratieve kruisgewelven met hangende sluitstenen.

## Afbeeldingen interieur

Interieur
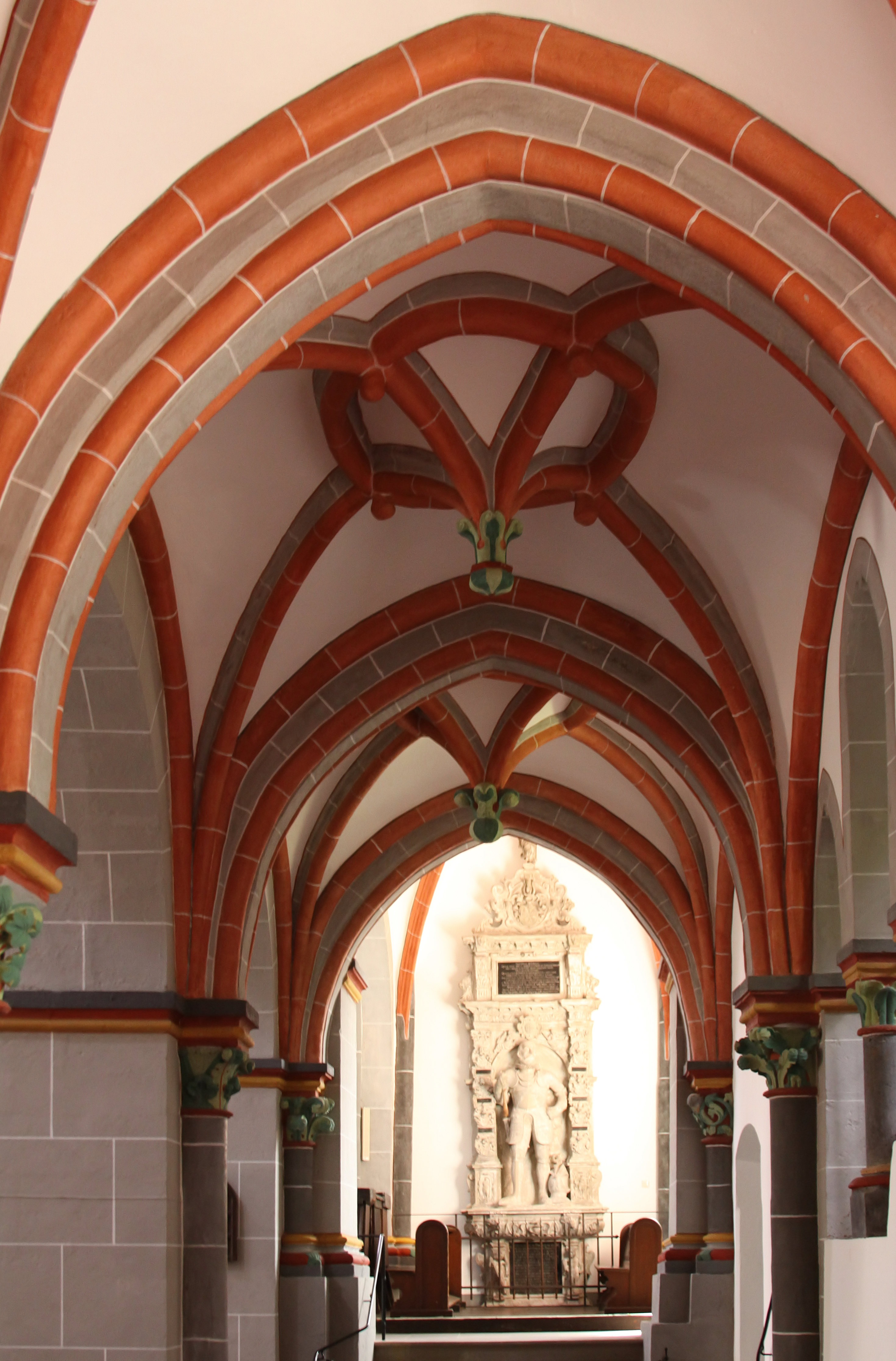
Zijbeuk
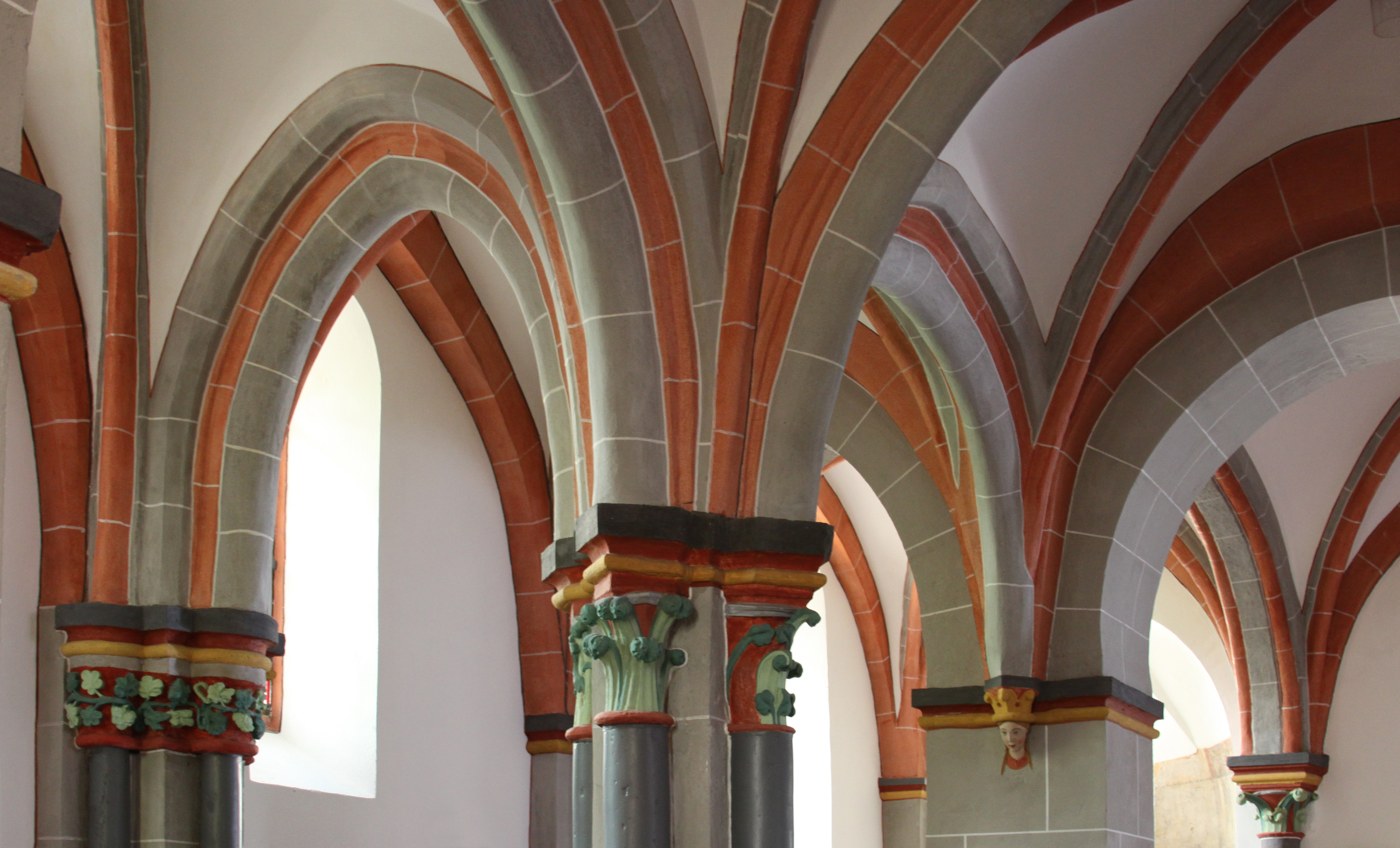
Gewelven hal westelijke toren
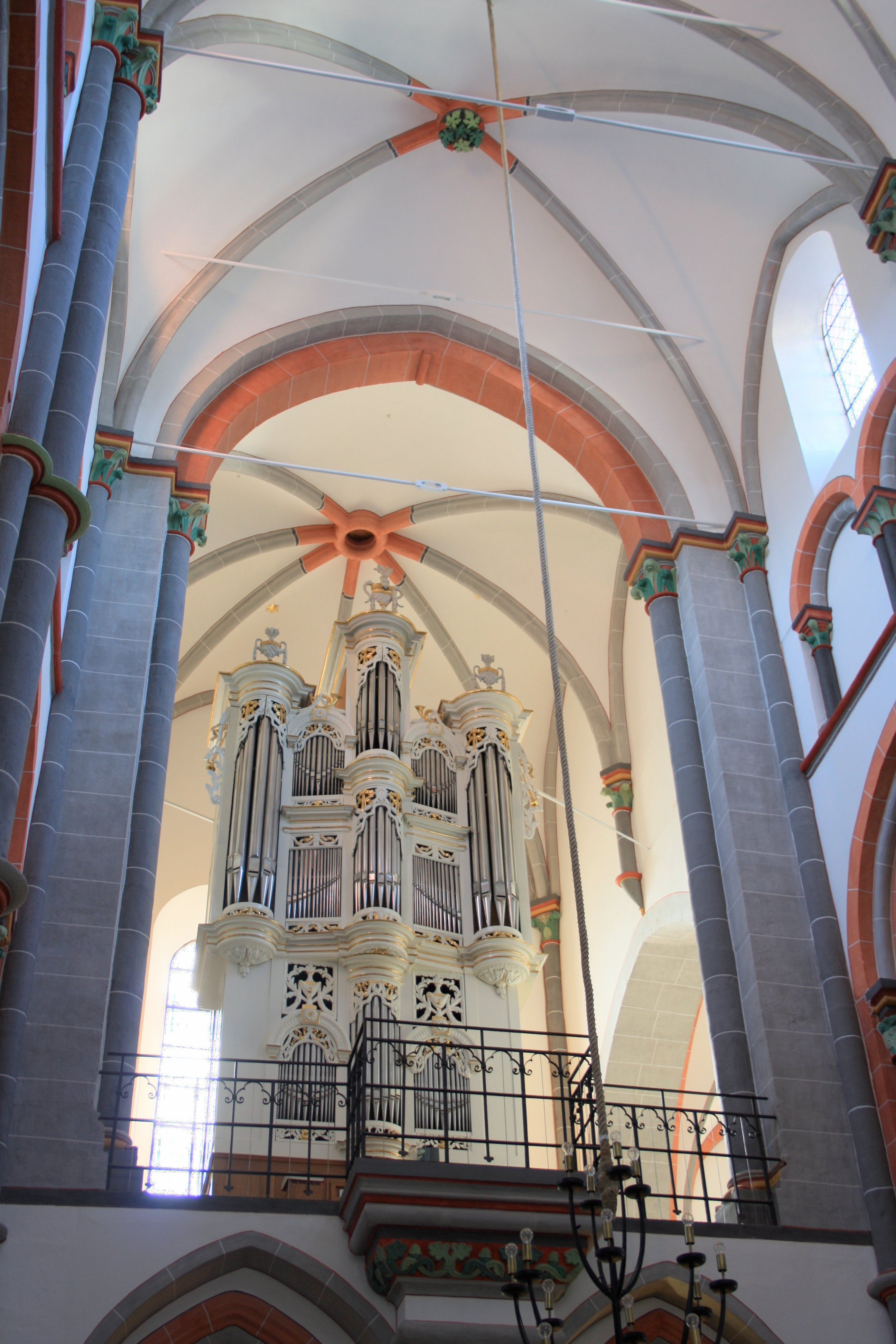
Orgel (1826)

## Consoles

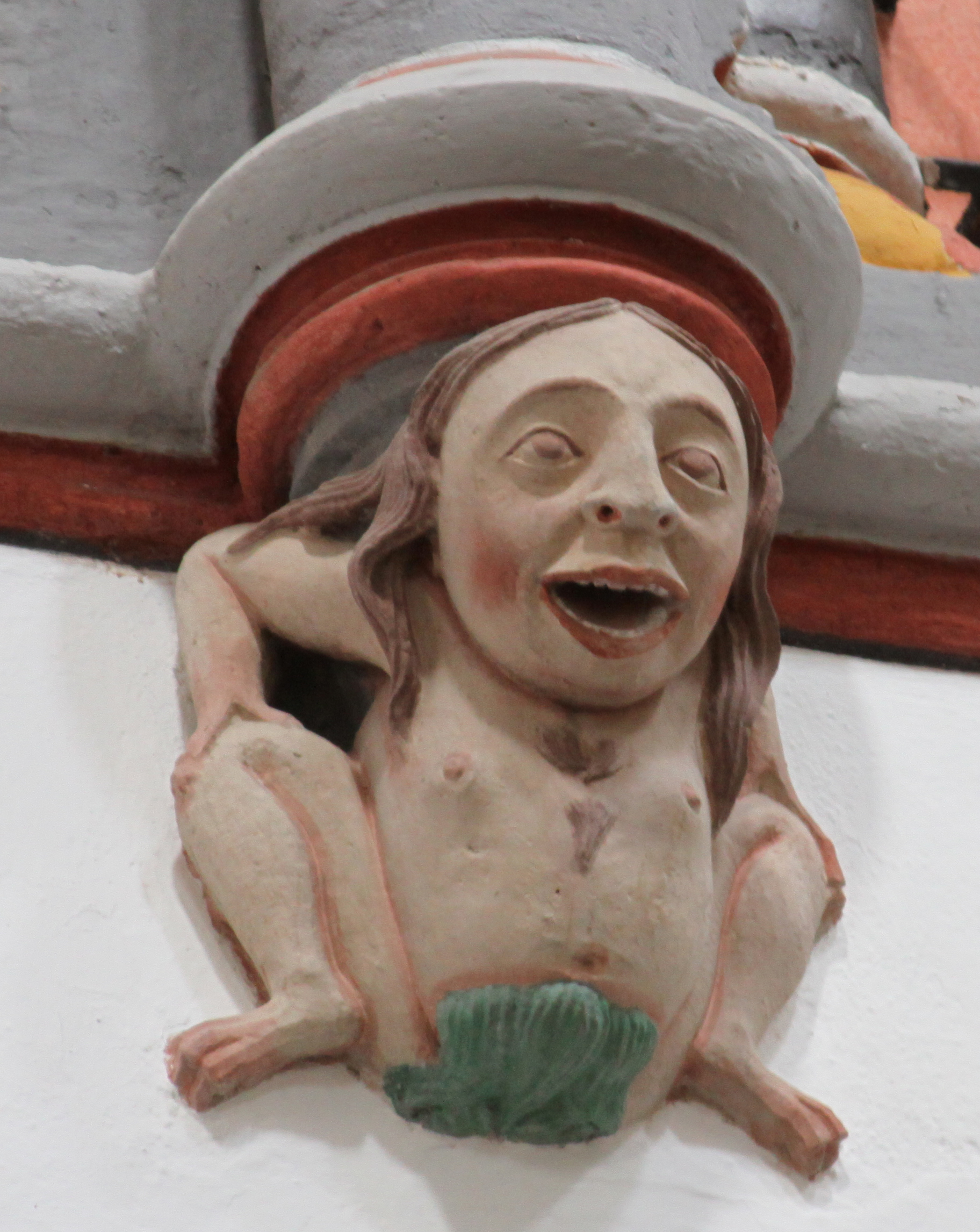
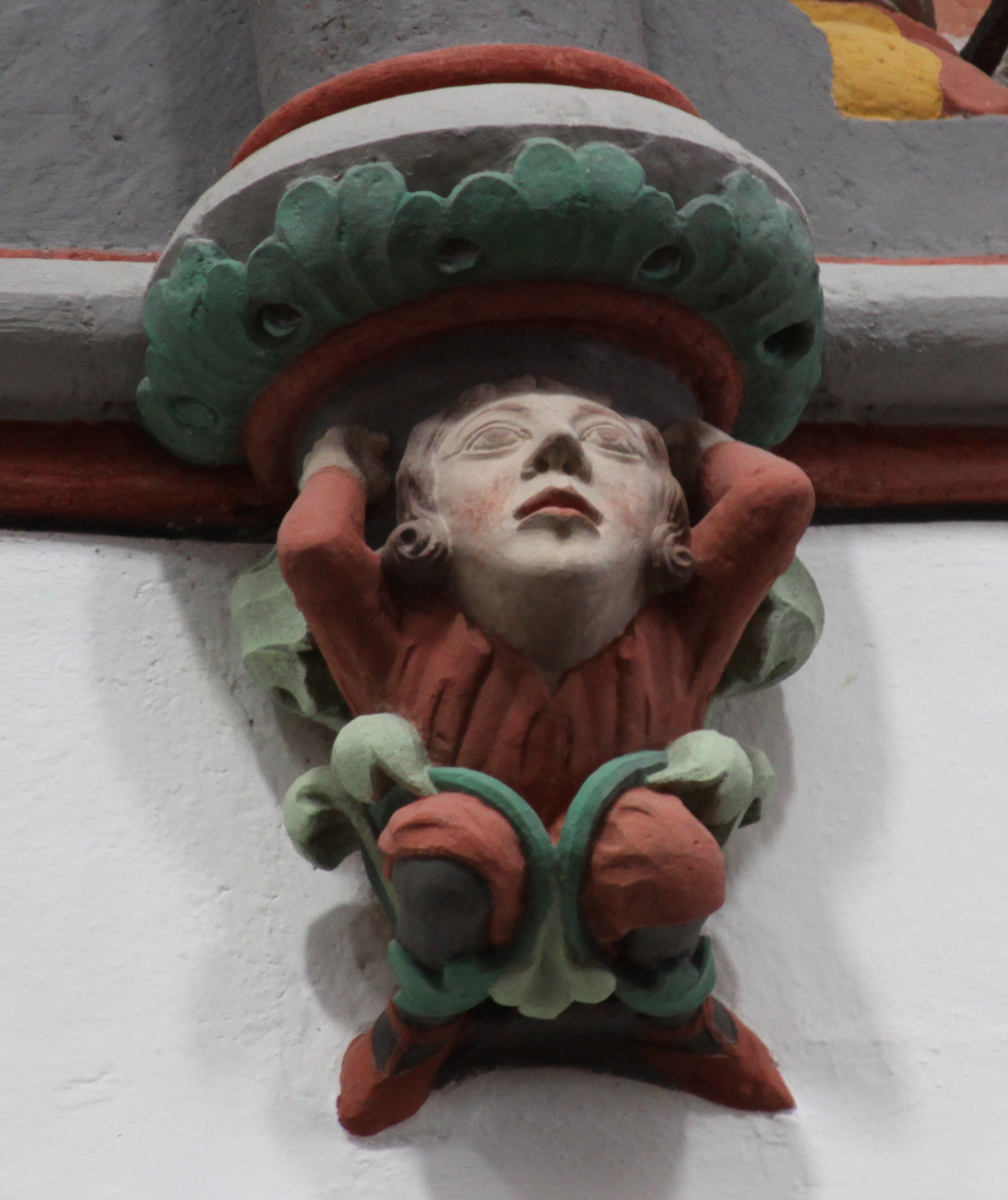
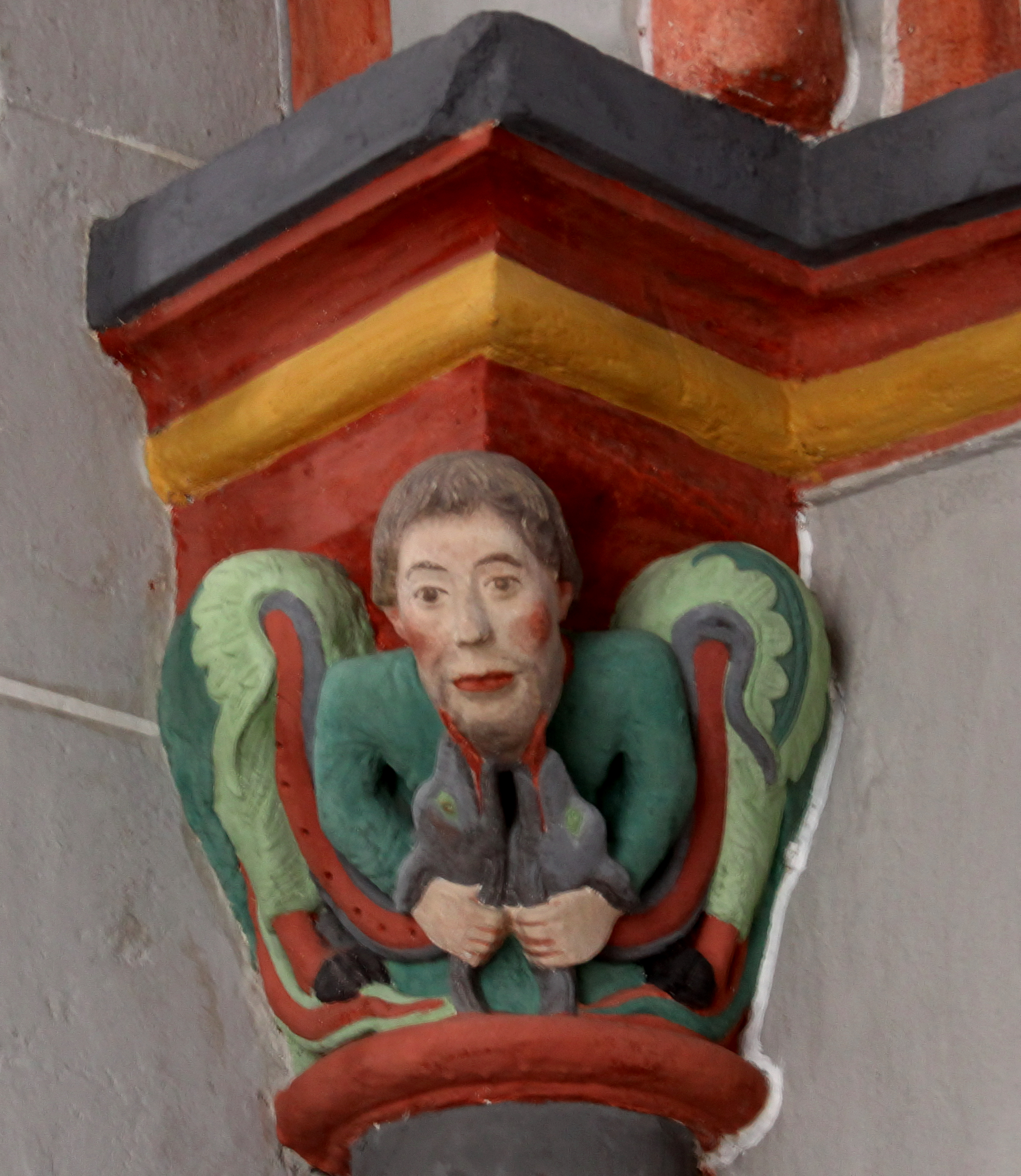
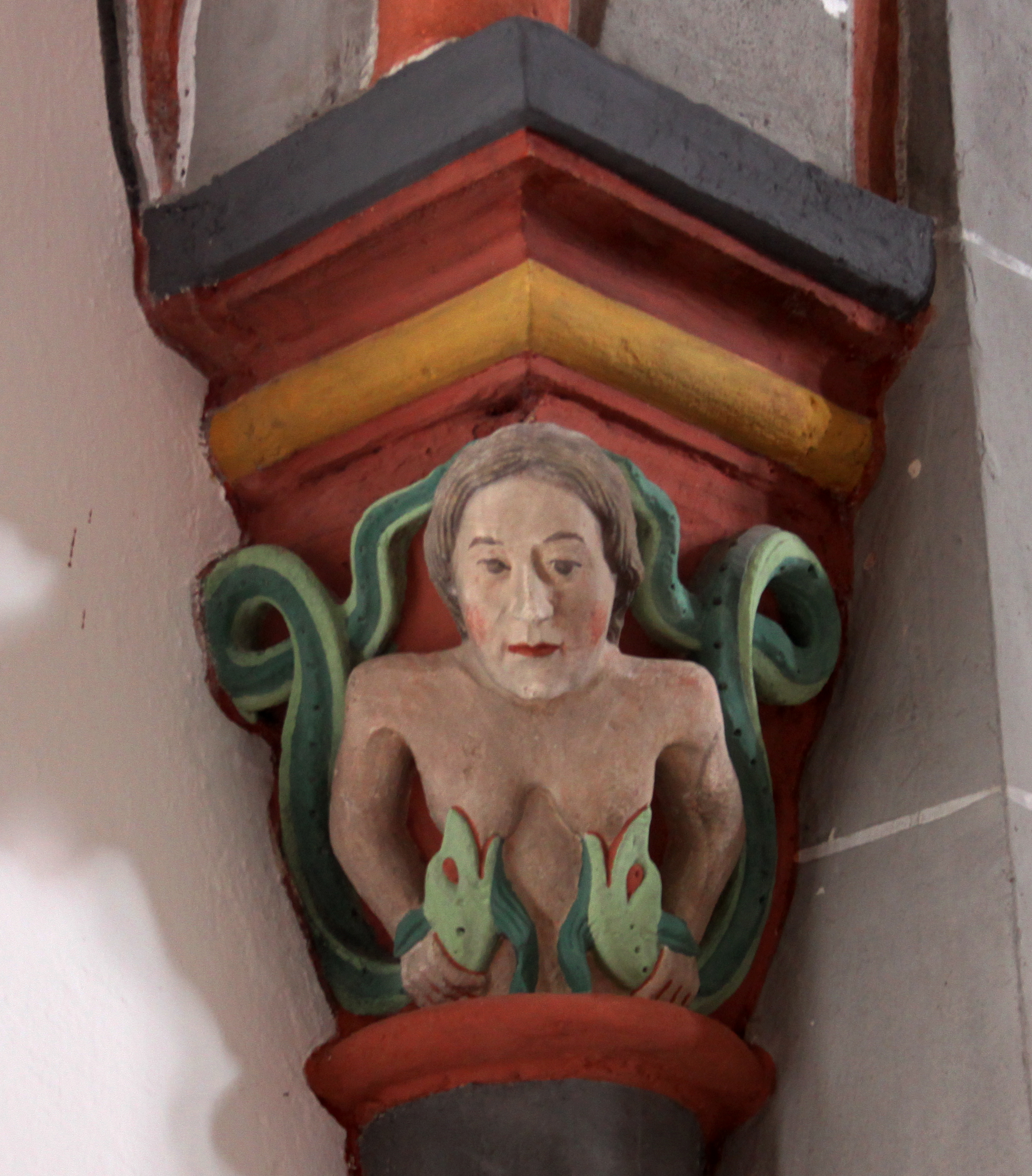